# Juncos Hollinger Racing
Juncos Racing est une écurie argentino-américaine de course automobile. Elle participe à différents championnats tels que le Pro Mazda Championship, l'Indy Lights, l'IndyCar Series et le WeatherTech SportsCar Championship. Appartenant à Ricardo Juncos, et formée en 1997, l’équipe était initialement basée en Argentine. Du fait du nombre limité de possibilités de course dans ce pays, elle a déménagé aux États-Unis. L'écurie est actuellement basée à Indianapolis, dans l'Indiana.

## Histoire

### Pro Mazda Championship
En 2009, l'écurie commence à participer au championnat Star Mazda. Elle est étonnamment performante lors de sa première saison en terminant deuxième du championnat des pilotes et troisième du championnat par équipe avec Peter Dempsey (en). En 2010, Conor Daly remporte le championnat Pro Mazda en gagnant sept des treize courses. L'autre pilote du Juncos Racing, Tatiana Calderón, termine dixième. En 2011, Conor Daly quitte l'écurie afin de participer au championnat Indy Lights et il est remplacé par João Victor Horto (en). João Victor Horto (en) finit la saison quatrième et Tatiana Calderón sixième. Tatiana Calderón termine troisième de la course à Barber Motorsports Park, devenant ainsi la première femme à atteindre le podium dans ce championnat.
En 2012, Tatiana Calderón quitte l'écurie afin de participer au championnat de Formule 3 en Europe, tandis que João Victor Horto (en) et le Juncos Racing sont passent au championnat Indy Lights. Pour le championnat Pro Mazda, l'écurie signe avec Connor De Phillippi, Bruno Palli (de), Martin Scuncio et Diego Ferreira. Connor De Phillippi gagne deux courses et termine quatrième, Scuncio remporte une course et se classe huitième après avoir raté la finale de la saison. Diego Ferreira finit sixième et Bruno Palli douzième. Diego Ferreira est nommée « pilote ayant fait le plus de progrès durant l'année ». En 2013, l'écurie participe au championnat, désormais appelé le Pro Mazda, avec Diego Ferreira et Scott Anderson comme pilote. Diego Ferreira finit deuxième derrière Matthew Brabham, qui a dominé le championnat. Scott Anderson termine cinquième.
Pour 2014, l'écurie engage quatre voitures à temps plein dans le championnat pour Spencer Pigot, Kyle Kaiser (en), Julia Ballario et Jose Gutierrez. Le Juncos Racing commence l'année sur une note positive en remportant les championnats « écuries » et « pilotes » des Cooper Tires Winterfest. Spencer Pigot remporte six des quatorze courses du championnat. Kyle Kaiser et Jose Gutierrez remportent la finale de la saison à Sonoma. Pour 2015, Jose Gutierrez revient dans l'écurie avec comme nouveaux pilotes Will Owen, Timothé Buret et Garett Grist, qui a quitté Andretti Autosport.

### Indy Lights
En 2012, l'écurie tente pour la première fois de présenter une voiture de le championnat Indy Lights. La voiture engagée participe à six des douze courses, avec trois pilotes différents son le volant.
En novembre 2014, l'écurie annonce qu'elle va aligner deux voitures à temps plein dans le championnat pour 2015 avec Spencer Pigot et Kyle Kaiser (en) comme pilotes. Spencer Pigot commence la saison 2015 avec cinq apparitions consécutives sur le podium, notamment en remportant les deux courses de la double épreuve au Barber Motorsports Park. Avec six victoires et neuf podiums en 16 courses, il est couronné champion devant Jack Harvey et Ed Jones.

### IndyCar Series
En mai 2015, Ricardo Juncos annonce que son écurie va construire de nouvelles installations à Indianapolis, dans l'Indiana (siège de l'Indianapolis Motor Speedway), dans le but de participer ultérieurement au championnat IndyCar. Cette installation, appelée centre technique de Juncos, aurait coûté trois millions de dollars et aurait une superficie de 3 800 mètres carrés. Le 9 mai 2017, il est annoncé que Spencer Pigot et le Juncos Racing vont faire leurs débuts en IndyCar au 500 miles d'Indianapolis 2017. Le lendemain, l’écurie annonce que le vétéran Sebastián Saavedra pilotera la seconde voiture de l'écurie.

### WeatherTech SportsCar Championship
En août 2018, le Juncos Racing annone qu'il participera au WeatherTech SportsCar Championship avec une Cadillac DPi-V.R. Pour cette première saison dans ce championnat, la voiture sera confiée à William Owen , Kyle Kaiser (en), René Binder et Agustín Canapino (en).

## Palmarès

### IndyCar Series
| resultats IndyCar Series | resultats IndyCar Series | resultats IndyCar Series | resultats IndyCar Series | resultats IndyCar Series | resultats IndyCar Series | resultats IndyCar Series | resultats IndyCar Series | resultats IndyCar Series | resultats IndyCar Series | resultats IndyCar Series | resultats IndyCar Series | resultats IndyCar Series | resultats IndyCar Series | resultats IndyCar Series | resultats IndyCar Series | resultats IndyCar Series | resultats IndyCar Series | resultats IndyCar Series | resultats IndyCar Series | resultats IndyCar Series | resultats IndyCar Series | resultats IndyCar Series | resultats IndyCar Series | resultats IndyCar Series | resultats IndyCar Series | resultats IndyCar Series |
| Années                   | Châssis                  | Moteur                   | Pilotes                  | No.                      | 1                        | 2                        | 3                        | 4                        | 5                        | 6                        | 7                        | 8                        | 9                        | 10                       | 11                       | 12                       | 13                       | 14                       | 15                       | 16                       | 17                       | Pts Pos                  | Pts                      |                          |                          |                          |
| ------------------------ | ------------------------ | ------------------------ | ------------------------ | ------------------------ | ------------------------ | ------------------------ | ------------------------ | ------------------------ | ------------------------ | ------------------------ | ------------------------ | ------------------------ | ------------------------ | ------------------------ | ------------------------ | ------------------------ | ------------------------ | ------------------------ | ------------------------ | ------------------------ | ------------------------ | ------------------------ | ------------------------ | ------------------------ | ------------------------ | ------------------------ |
| 2017                     |                          |                          |                          |                          | STP                      | LBH                      | ALA                      | PHX                      | IGP                      | INDY                     | DET                      | DET                      | TEX                      | ROA                      | IOW                      | TOR                      | MDO                      | POC                      | GAT                      | WGL                      | SNM                      |                          |                          |                          |                          |                          |
| 2017                     | Dallara DW12 (en)        | Chevrolet IndyCar V6t    | Spencer Pigot            | 11                       |                          |                          |                          |                          |                          | 18                       |                          |                          |                          |                          |                          |                          |                          |                          |                          |                          |                          | 20e                      | 218                      |                          |                          |                          |
| 2017                     | Dallara DW12 (en)        | Chevrolet IndyCar V6t    | Sebastián Saavedra       | 17                       |                          |                          |                          |                          |                          | 15                       |                          |                          |                          |                          |                          |                          |                          |                          |                          |                          |                          | 26e                      | 80                       |                          |                          |                          |
| 2018                     |                          |                          |                          |                          | STP                      | PHX                      | LBH                      | ALA                      | IGP                      | INDY                     | DET                      | DET                      | TEX                      | ROA                      | IOW                      | TOR                      | MDO                      | POC                      | GAT                      | POR                      | SNM                      |                          |                          |                          |                          |                          |
| 2018                     | Dallara DW12 (en)        | Chevrolet IndyCar V6t    | René Binder (R)          | 32                       | 22                       |                          |                          | 16                       |                          |                          | 21                       | 22                       |                          |                          |                          | 17                       | 21                       |                          |                          |                          |                          | 28e                      | 61                       |                          |                          |                          |
| 2018                     | Dallara DW12 (en)        | Chevrolet IndyCar V6t    | Kyle Kaiser (en) (R)     | 32                       |                          | 21                       | 16                       |                          | 19                       | 29                       |                          |                          |                          |                          |                          |                          |                          |                          |                          |                          |                          | 30e                      | 45                       |                          |                          |                          |
| 2018                     | Dallara DW12 (en)        | Chevrolet IndyCar V6t    | Alfonso Celis Jr. (R)    | 32                       |                          |                          |                          |                          |                          |                          |                          |                          |                          | 20                       |                          |                          |                          |                          |                          | 17                       |                          | 36e                      | 23                       |                          |                          |                          |

### Indy Lights
| Résultats Indy Lights | Résultats Indy Lights | Résultats Indy Lights        | Résultats Indy Lights          | Résultats Indy Lights | Résultats Indy Lights | Résultats Indy Lights | Résultats Indy Lights | Résultats Indy Lights | Résultats Indy Lights | Résultats Indy Lights | Résultats Indy Lights | Résultats Indy Lights | Résultats Indy Lights | Résultats Indy Lights | Résultats Indy Lights | Résultats Indy Lights | Résultats Indy Lights | Résultats Indy Lights | Résultats Indy Lights | Résultats Indy Lights | Résultats Indy Lights | Résultats Indy Lights | Résultats Indy Lights | Résultats Indy Lights | Résultats Indy Lights | Résultats Indy Lights |
| Année                 | Châssis               | Moteur                       | Pilotes                        | No.                   | 1                     | 2                     | 3                     | 4                     | 5                     | 6                     | 7                     | 8                     | 9                     | 10                    | 11                    | 12                    | 13                    | 14                    | 15                    | 16                    | 17                    | 18                    | Points                | Points                | Position              | Position              |
| --------------------- | --------------------- | ---------------------------- | ------------------------------ | --------------------- | --------------------- | --------------------- | --------------------- | --------------------- | --------------------- | --------------------- | --------------------- | --------------------- | --------------------- | --------------------- | --------------------- | --------------------- | --------------------- | --------------------- | --------------------- | --------------------- | --------------------- | --------------------- | --------------------- | --------------------- | --------------------- | --------------------- |
| 2012                  |                       |                              |                                |                       | STP                   | ALA                   | LBH                   | INDY                  | DET                   | MIL                   | IOW                   | TOR                   | EDM                   | TRO                   | BAL                   | FON                   |                       |                       |                       |                       |                       |                       | D.C.                  | T.C.                  | D.C.                  | T.C.                  |
| 2012                  | Dallara               | Nissan VRH                   | João Victor Horto (en) (R)     | 86                    | 13                    | 7                     |                       | 7                     |                       |                       |                       |                       |                       |                       |                       |                       |                       |                       |                       |                       |                       |                       | 69                    | —                     | 15e                   | —                     |
| 2012                  | Dallara               | Nissan VRH                   | Bruno Palli (de) (R)           | 86                    |                       |                       |                       |                       |                       |                       |                       |                       |                       |                       |                       | 7                     |                       |                       |                       |                       |                       |                       | 26                    | —                     | 24e                   | —                     |
| 2012                  | Dallara               | Nissan VRH                   | Chase Austin (en) (R)          | 86                    |                       |                       |                       |                       |                       |                       | 8                     |                       |                       |                       |                       |                       |                       |                       |                       |                       |                       |                       | 44                    | —                     | 17e                   | —                     |
| 2012                  | Dallara               | Nissan VRH                   | Chase Austin (en) (R)          | 87                    |                       |                       |                       | 10                    |                       |                       |                       |                       |                       |                       |                       |                       |                       |                       |                       |                       |                       |                       | 44                    | —                     | 17e                   | —                     |
| 2015                  |                       |                              |                                |                       | STP                   | STP                   | LBH                   | ALA                   | ALA                   | IMS                   | IMS                   | INDY                  | TOR                   | TOR                   | MIL                   | IOW                   | MDO                   | MDO                   | LAG                   | LAG                   |                       |                       | D.C.                  | T.C.                  | D.C.                  | T.C.                  |
| 2015                  | Dallara IL-15         | Mazda-AER MZR-R 2.0 Turbo I4 | Spencer Pigot (R)              | 12                    | 3                     | 3                     | 2                     | 1*                    | 1*                    | 7                     | 12                    | 9                     | 1*                    | 1*                    | 7                     | 8                     | 8                     | 3                     | 1*                    | 1*                    |                       |                       | 357                   | 344                   | 1re                   | 3e                    |
| 2015                  | Dallara IL-15         | Mazda-AER MZR-R 2.0 Turbo I4 | Kyle Kaiser (en) (R)           | 18                    | 5                     | 5                     | 12                    | 8                     | 12                    | 12                    | 6                     | 5                     | 3                     | 9                     | 9                     | 4                     | 4                     | 11                    | 2                     | 10                    |                       |                       | 237                   | 344                   | 6e                    | 3e                    |
| 2016                  |                       |                              |                                |                       | STP                   | STP                   | PHX                   | ALA                   | ALA                   | IMS                   | IMS                   | INDY                  | ROA                   | ROA                   | IOW                   | TOR                   | TOR                   | MDO                   | MDO                   | WGL                   | LAG                   | LAG                   | D.C.                  | T.C.                  | D.C.                  | T.C.                  |
| 2016                  | Dallara IL-15         | Mazda-AER MZR-R 2.0 Turbo I4 | Zachary Claman DeMelo (en) (R) | 13                    | 11                    | 16                    | 11                    | 5                     | 7                     | 13                    | 14                    | 13                    | 5                     | 4                     | 8                     | 13                    | 13                    | 7                     | 7                     | 9                     | 12                    | 7                     | 199                   | 275                   | 9e                    | 5e                    |
| 2016                  | Dallara IL-15         | Mazda-AER MZR-R 2.0 Turbo I4 | Kyle Kaiser (en)               | 18                    | 3                     | 2                     | 1*                    | 15                    | 6                     | 6                     | 3                     | 16                    | 6                     | 6                     | 6                     | 3                     | 3                     | 9                     | 6                     | 4                     | 1*                    | 3                     | 334                   | 275                   | 3e                    | 5e                    |
| 2017                  |                       |                              |                                |                       | STP                   | STP                   | ALA                   | ALA                   | IMS                   | IMS                   | INDY                  | ROA                   | ROA                   | IOW                   | TOR                   | TOR                   | MDO                   | MDO                   | GAT                   | WGL                   |                       |                       | D.C.                  | T.C.                  | D.C.                  | T.C.                  |
| 2017                  | Dallara IL-15         | Mazda-AER MZR-R 2.0 Turbo I4 | Kyle Kaiser (en)               | 18                    | 6                     | 4                     | 2                     | 2                     | 3                     | 1*                    | 9                     | 3                     | 2                     | 5                     | 1*                    | 1                     | 12                    | 12                    | 4                     | 7                     |                       |                       | 330                   | 282                   | 1st                   | 4e                    |
| 2017                  | Dallara IL-15         | Mazda-AER MZR-R 2.0 Turbo I4 | Nicolas Dapero (en) (R)        | 31                    | 9                     | 8                     | 9                     | 6                     | 11                    | 8                     | 12                    | 14                    | 12                    | 12                    | 7                     | 7                     | 14                    | 8                     | 5                     | 8                     |                       |                       | 187                   | 282                   | 13e                   | 4e                    |
| 2018                  |                       |                              |                                |                       | STP                   | STP                   | ALA                   | ALA                   | IMS                   | IMS                   | INDY                  | ROA                   | ROA                   | IOW                   | TOR                   | TOR                   | MDO                   | MDO                   | GAT                   | POR                   | POR                   |                       | D.C.                  | T.C.                  | D.C.                  | T.C.                  |
| 2018                  | Dallara IL-15         | Mazda-AER MZR-R 2.0 Turbo I4 | Alfonso Celis Jr. (R)          | 7                     |                       |                       | 7                     | 8                     |                       |                       |                       |                       |                       |                       |                       |                       |                       |                       |                       |                       |                       |                       | 27                    | 291                   | 11e                   | 3e                    |
| 2018                  | Dallara IL-15         | Mazda-AER MZR-R 2.0 Turbo I4 | Heamin Choi (en)               | 7                     |                       |                       |                       |                       |                       |                       |                       |                       |                       |                       |                       |                       |                       |                       |                       | 8                     | 6                     |                       | 28                    | 291                   | 10e                   | 3e                    |
| 2018                  | Dallara IL-15         | Mazda-AER MZR-R 2.0 Turbo I4 | Victor Franzoni (en) (R)       | 23                    | 4                     | 4                     | 4                     | 2                     | 6                     | 3                     | 8                     | 3                     | 1*                    | 6                     | 6                     | 7                     | 4                     | 6                     | 6                     | 3                     | 5                     |                       | 341                   | 291                   | 5e                    | 3e                    |

## Pilotes

### WeatherTech SportsCar Championship(2018 - à ce jour)
- René Binder
- Agustín Canapino (en)
- Kyle Kaiser (en)
- William Owen

### IndyCar Series(2017 - à ce jour)
- René Binder
- Alfonso Celis Jr.
- Kyle Kaiser (en)
- Spencer Pigot
- Sebastián Saavedra
- Romain Grosjean

### Indy Lights(2012 - à ce jour)
- Chase Austin (en)
- Alfonso Celis Jr.
- Heamin Choi (en)
- Zachary Claman DeMelo (en)
- Nicolas Dapero (en)
- Victor Franzoni (en)
- João Victor Horto (en)
- Kyle Kaiser (en)
- Bruno Palli (de)
- Spencer Pigot

### Pro Mazda Championship(2009 - à ce jour)
- Peter Dempsey (en)
- Conor Daly
- Sean Burstyn
- Rusty Mitchell (en)
- Hayden Duerson
- Tatiana Calderón
- João Victor Horto (en)
- Gustavo Menezes
- Martin Scuncio
- Bruno Palli (de)
- Diego Ferreira
- Scott Anderson (en)
- Spencer Pigot
- Kyle Kaiser (en)
- Julia Ballario
- Timothe Buret
- Jose Gutierrez
- Will Owen
- Garett Grist
- Nicolas Dapero (en)
- Jake Parsons
- Victor Franzoni (en)Victor Franzoni
- Jeff Green
- Kyffin Simpson